# Актаа, Дима
Дима Актаа (араб. ديما الأكتع‎, род. около 1994) — сирийская спортсменка и фандрайзер, вошедшая в список 100 женщин Би-би-си в 2022 году. По состоянию на 2022 год Актаа тренировалась, чтобы участвовать в беге на 100 метров на летних Паралимпийских играх 2024 года.

## Биография
Актаа родилась в Сирии в 1994 году. В августе 2012 года её дом в Салькине, недалеко от Идлиба, подвергся бомбардировке, и в результате последовавшего взрыва ей оторвало ногу. Семья уехала из Сирии в Ливан, где прожила несколько лет, прежде чем в 2017 году перебралась в Великобританию в качестве беженцев. Она и её семья поселились в Бедфордшире в 2018 году. Получив убежище и протез ноги, Актаа снова занялась бегом, которым она увлекалась до того, как потеряла ногу.
Во время пандемии COVID-19 она участвовала в пешеходной инициативе, в ходе которой было собрано более 70 000 фунтов стерлингов для поддержки программ вакцинации в лагерях беженцев. По состоянию на 2022 год Актаа тренировалась, чтобы участвовать в беге на 100 метров на летних Паралимпийских играх 2024 года.

## Признание
Вклад Актаа в спорт и информирование об инвалидности был отмечен включением её в список 100 женщин Би-би-си в 2022 году, она стала одной из восьми арабских женщин, включённых в список в этот год. В 2020 году она была признана членом «Львиных сердец» — альтернативной футбольной команды Англии. Поп-певица Энн-Мари написала песню о её жизни.